# Affetti personali
Affetti personali è un album della cantante Donatella Moretti pubblicato nel 1992 dalla Interbeat di Luigi Piergiovanni.

## Tracce
1. Non finisce mai un amore grande (L. Piergiovanni, V. Magelli)
2. Cuore di strada (L. Piergiovanni, V. Magelli)
3. Un grande sentimento (L. Piergiovanni, Santelli, V. Stavolo)
4. Lucciole come anime (R. Silvestro)
5. Una foto (L. Piergiovanni, E. Picchiani)
6. Sei tu (V. Magelli, Reitano)
7. Io ci starei (L. Piergiovanni, V. Stavolo)
8. Amaro amore mio (A. Donati, R. Forte)
9. L'amore estetico (L. Piergiovanni, V. Stavolo)
10. La città dei sogni (B. Felicetti, V. Magelli)